# Transactions of the Institute of Metal Finishing
Transactions of the Institute of Metal Finishing (abrégé en Trans. Inst. Metal Finish.) est une revue scientifique à comité de lecture mensuelle qui publie des articles dans le domaine des surfaces.
D'après le Journal Citation Reports, le facteur d'impact de ce journal était de 1,376 en 2009. Le directeur de publication est Sheelagh Campbell (Université de Portsmouth, Royaume-Uni).